# Бєдняков Андрій Олександрович
Андрі́й Олекса́ндрович Бєдняко́в (нар. 21 березня 1987, Маріуполь) — український актор та телеведучий. Разом з Оксаною Марченко був ведучим VII сезону українського проєкту «X-Фактор». У 8 та 9 сезоні був основним і єдиним ведучим проєкту.
В серпні 2019 року повернувся працювати ведучим на шоу Орел і решка. З 2022 — ведучий шоу «Де логіка?»

## Життєпис
Андрій Бєдняков народився в Маріуполі (тоді — Жданов) 21 березня 1987 року. Після закінчення школи три роки працював електрослюсаром на Маріупольському металургійному комбінаті ім. Ілліча.
Працюючи на заводі, грав за заводську команду «Ілліча-ча-ча», після чого його покликали в команду «Причому тут ми», яка грала у Вищій Українській лізі КВН. У 2009 році заочно здобув вищу освіту в Харківському університеті внутрішніх справ. Незабаром переїхав до Києва, де кілька місяців працював на радіо, а потім став актором шоу «Велика різниця по-українськи».
З 2011 року вів тревел-шоу «Орел і решка» на каналі «Інтер». З 2013 року також був ведучим програм «Здрастуйте, я ваша П'ятниця!», і в січні 2014 року Бєдняков разом із дружиною Анастасією Короткою покинув шоу «Орел і решка» і почав працювати в новому проєкті «Побачення з зіркою», який вийшов на екрани 13 січня 2014 року. Також 26 січня 2014 року розпочався новий телепроєкт «Як фішка ляже» із тими самими ведучими, але програму заморозили після першого випуску. В 2014 році став співведучим програми «Велике питання», а з вересня 2014 року — ведучим нових телепередач «БогачБідняк» та «Блокбастери» на російському каналі «П'ятниця».

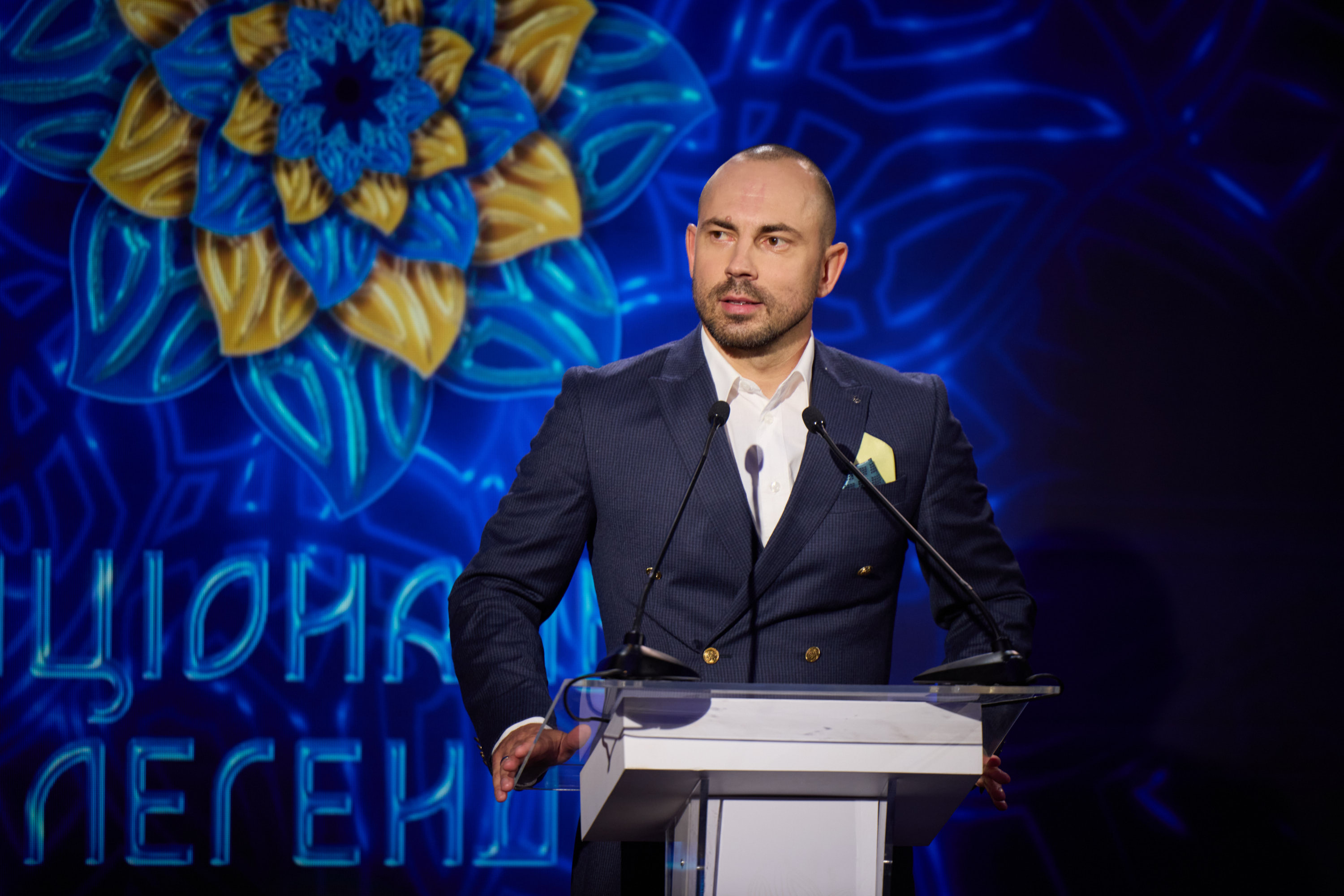
На нагородженні відзнакою «Національна легенда України», 2022

В червні 2019 року Андрій Бєдняков повідомив, що йде з посади ведучого проєкту «X-фактор», а згодом було анонсовано повернення Бєднякова в тревел-шоу «Орел і решка». З 2022 року — ведучий шоу «Де логіка?» на «Новому каналі».
В 2022 році зі слів Бєдняков ходив три рази до військкомату, аби записати у лави ЗСУ. Утім, йому відмовили. Андрію пояснили, що в тилу він може набагато більше допомогти Україні, аніж на передовій.

## Пародії в «Великій різниці»
- Дмитро Танкович
- Дмитро Коляденко
- Андрій Шевченко
- Святослав Вакарчук
- Віталій Козловський
- Сергій Звєрєв
- Джеймс Камерон
- Олександр Пушкін
- Джонні Депп
- Д'Артаньян
- Валід Арфуш
- Алан Бадоєв
- Бред Пітт
- Владислав Ващук
- Борис Бурда

## Родина та особисте життя
Був одружений з телеведучою Анастасією Короткою, з якою грав у КВН і «Великій різниці», та вів програми «Орел і решка», «Побачення з зіркою», «Як фішка ляже», «Блокбастери», Верю не верю. Розлучилися у 2024 р. 
У 2022 році Андрій втратив маму в оточеному Маріуполі.

## Війна Росії проти України
У день повномасштабного нападу росії на Україну Бєдняков був за кордоном. Його дружина з донькою перебували в Києві, а мама з сестрою — у Маріуполі, звідки родом Бєдняков. Згодом він повернувся до України. На початку квітня в оточеному Маріуполі внаслідок загострення хвороби померла його мама.

## Фільмографія
- Ржевський проти Наполеона (2012)
- Великі почуття (2013)
- Супергерої (2013)
- Зіркануті (2013)
- SOS, Дед Мороз, или Всё сбудется! (2015)
- Пора домой Світлана Лобода (2015)
- Проводник 2016